# سترهاره
سترهاره (به لاتین: Strhaře) یک منطقهٔ مسکونی در جمهوری چک است که در ناحیه برنو-تسوونتری واقع شده‌است. سترهاره ۵٫۳۱ کیلومتر مربع مساحت و ۱۴۰ نفر جمعیت دارد و ۴۹۸ متر بالاتر از سطح دریا واقع شده‌است.